# Hisense
Hisense (на китайски: 海信集团 Hǎixìn Jítuán Gōngsī, произн. Хайсънс) е китайска държавна компания, производител на голяма битова техника и електроника. Седалището на компанията се намира в Циндао, КНР. Корпорацията Hisense е основана през 1969 г. и е една от десетте най-големи компании на Китай, свързани с електрониката. Специализирана е в разработването и производството на високотехнологична продукция, притежава и верига от хотели. Продукцията ѝ се експортира в над 100 страни.

## История
Корпорацията Hisense е основана през 1969 г. на база на фабрика за производство на радиотехника в град Циндао.
През 2015 г. компанията получава правото да продава на пазарите на Северна и Южна Америка своите телевизори под марката Sharp. През 2017 г. купува от японската Toshiba подразделението за производство на телевизори (Toshiba Visual Solutions). През 2018 г. Hisense изкупува 95,4% от акциите на компанията Gorenje.

## Дейност
Компанията притежава 13 завода в Китай и производствени площадки в Египет, Мексико, Унгария, ЮАР, Алжир, Франция, Чехия, както и 12 научноизследователски центрове в различни други страни по света.
Hisense се занимава също с производството и продажбата на оптични устройства, системи за кондициониране, устройства и датчици, използвани в умните градове и в системите на градския транспорт.

### Търговски марки
Компанията продава продукцията си под няколко бранда за битова техника (перални машини, хладилници, фризери, системи за климатизация, смартфони, телевизори):
- Fridgemaster: британска марка хладилници, купена през 2012 г.[9]
- Gorenje: През 2019 г. придобити 100% от акциите на словенската Gorenje.
- Combine: Кондиционери и хладилници за вътрешния китайски пазар.[10]
- Hisense-Hitachi: бранд за търговски кондиционери, разработени и произвеждани от съвместно предприятие на Hisense и Hitachi.
- Hisense Kelon: марка хладилници и кондиционери от висок клас.[11]
- Ronshen: марка хладилници и кондиционери от среден клас.[10]
- Savor: Бренд за битова техника, от едноименната английска дума.
- Toshiba: През 2017 г. Hisense купува за 114 млн. щ.д. 95% от акциите на телевизионното производство на Toshiba.[12]

## Спонсорство
Компанията Hisense е спонсор на много спортни мероприятия и отбори. Така например компанията е партньор на тима на Red Bull Racing в сериите на „Формула 1“, на футболните клубове „Шалке 04“ и „Астън Вила“. Била е също официален партньор на Световното първенство по футбол 2018 в Русия.